# Geranomyia flavicosta
Geranomyia flavicosta är en tvåvingeart som beskrevs av Enrico Adelelmo Brunetti 1912. Geranomyia flavicosta ingår i släktet Geranomyia och familjen småharkrankar. Inga underarter finns listade i Catalogue of Life.